# Neptunea ithia
Neptunea ithia är en snäckart som först beskrevs av Dall 1891.  Neptunea ithia ingår i släktet Neptunea och familjen valthornssnäckor. Inga underarter finns listade i Catalogue of Life.